# Gelasma miyashitai
Gelasma miyashitai là một loài bướm đêm trong họ Geometridae.